# Stahlgruber
Die Stahlgruber GmbH mit Sitz im oberbayerischen Poing ist ein Anbieter für Autozubehör und Werkstatteinrichtung; das Unternehmen ist seit 2018 eine Tochter des US-amerikanischen LKQ-Konzerns.

## Geschichte
1923 gründen die Brüder Otto und Willy Gruber in München die Firma Gruber & Co, die mit Schrauben und Metallkleinteilen handelte. Bald begannen sie mit dem Vertrieb von Kompressoren und Hebebühnen.
Weil der Volksmund vom Stahl Gruber sprach, wurde dies als Firmenname übernommen. Im Zuge der Industrialisierung und fortschreitenden Motorisierung entwickelte sich die Firma zum führenden Fachgroßhandel für Autozubehör, Werkzeuge und Werkstatteinrichtung.
1935 wurde die KG unter Otto Gruber & Co. mit Sitz in München gegründet. Ab 1937 wurden Schlauchflicken zur Reparatur von Reifen produziert, ab 1938 auch Manschetten und Reifenpflaster. Kurz nach Kriegsende wurde ein Kaltvulkanisiermaterial entwickelt, das erstmals eine temperaturbeständige Schlauchreparatur ermöglichte. Das neue Produkt erhielt den Namen „Tip Top“. In der Nachkriegszeit wurde in Fürstenzell (Passau) eine Produktionsstätte errichtet. 1950 eröffnete das Unternehmen Auslandsvertretungen in Italien und Japan. 1954 wurde das Werk in Poing eröffnet. 1960 kam in Desdorf bei Köln eine weitere Produktionsstätte hinzu.  Ab 1990 expandierte die Firma in die neuen Bundesländern und gründete die Verarbeitungswerke Borna, Schwarze Pumpe, Neuruppin und Wittenberg. 1997 wurde in München das Stahlgruber-Center errichtet, das heute zu einem Einkaufszentrum umgewidmet ist.
2002 verlegte das Unternehmen den Firmensitz von München nach Poing. 2007 wurden die Bereiche Rema Tip Top und der Handel als Stahlgruber GmbH rechtlich verselbstständigt. 2008 fand die Verschmelzung zur Stahlgruber Otto Gruber AG statt, 2009 die Akquisition von Dunlop Belting (Pty.) Ltd. in Südafrika. 2010 wurden Fertigungs- und Entwicklungsabteilungen in der eigenständigen Alfa Development GmbH zusammengelegt. Im Dezember 2017 wurde die Übernahme der Stahlgruber GmbH durch die US-amerikanische LKQ Corporation angekündigt und im Mai 2018 abgeschlossen.

## Stahlgruber-Stiftung

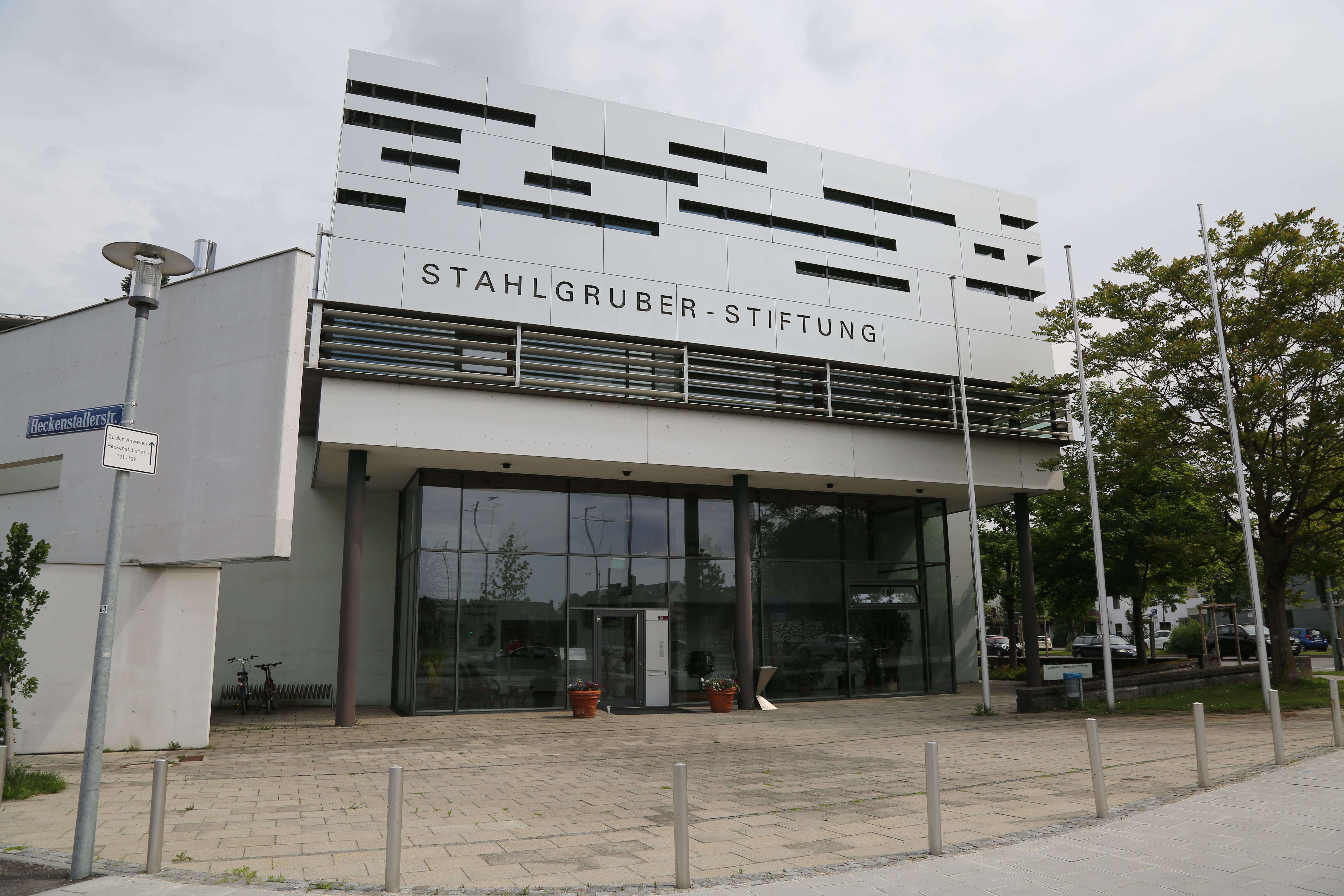
Stahlgruber-Stiftung (2018)

Im Jahre 1969 wurde von den Brüdern Otto und Willy Gruber durch ein Testament die Stahlgruber-Stiftung ins Leben gerufen. Dabei erhielt die Stadt München das Eigenkapital in Höhe von 23 Millionen DM unter der Vereinbarung, dass dies als unkündbares Darlehen im Unternehmen bleibt. Die Stadt München erhält die Zinsen, das Geld muss für die Schulung und Förderung des Nachwuchses im Kfz- und Vulkaniseur-Handwerk eingesetzt werden, gemäß dem Stiftungszweck. Die Stahlgruber-Stiftung zählt zu einer der größten Stiftungen der Stadt München.
Im Jahr 2003 wurde die Stahlgruber-Gesellschafter-Stiftung durch die Gesellschafter der Firma gegründet. Sie ist eine gemeinnützige öffentliche Stiftung des bürgerlichen Rechts mit Sitz in Poing. Die Stiftung ist vom Wirtschaftsverband der deutschen Kautschukindustrie e.V. geprüft und bietet unter anderem die Zusatzausbildung zum Vulkaniseurmeister an. Finanziert werden u. a. Schulungen, fachspezifische Kurse und Vorträge, Betriebsbesichtigungen und Leistungswettbewerbe.